# Hans-Henning Scharsach
Hans-Henning Scharsach (* 1943 in Wien) ist ein österreichischer politischer Journalist, Publizist, Antifaschist und Menschenrechtsaktivist. Er war unter anderem für den Kurier und News tätig, zuletzt als stellvertretender Chefredakteur.

## Leben
Scharsach ist seit den 1960er Jahren journalistisch tätig. Er begann als Wirtschaftsjournalist bei IW-Internationale Wirtschaft. Bei den Vorarlberger Nachrichten leitete er die Ressorts Landes- und Innenpolitik. Ab Mitte der 1970er Jahre war er Chefredakteur der Neuen Vorarlberger Tageszeitung, von 1982 bis 1990 Auslandskorrespondent für den Styria-Verlag, verantwortlich für die Kleine Zeitung für Steiermark und Kärnten und die Neue Vorarlberger Tageszeitung, in Bonn, Brüssel und Ost-Berlin. 1990 wurde er Leiter des außenpolitischen Ressorts der überregionalen Tageszeitung Kurier sowie von 1994 bis 2006 stellvertretender Chefredakteur und Leiter des Auslandsressorts des Nachrichtenmagazins News. 2006 wurde er pensioniert und blieb nur als Autor tätig. Er gilt als Experte für Rechtsextremismus, Rechtspopulismus und Neonazismus. Einige seiner politischen Sachbücher wurden Bestseller. Bei der Verleihung des Berufstitels Professor betonte Kanzleramtsminister Josef Ostermayer (2014), Scharsach habe „wichtige Impulse zur Aufarbeitung unserer Vergangenheit gesetzt“ und „sich während seines Berufslebens und weit darüber hinaus für Demokratie, Menschenrechte und sauberen Journalismus eingesetzt“.
Seit 2012 lebt er in Weng im Innkreis in der Nähe von Braunau am Inn.

### Politisches Engagement
1979 war er als Chefredakteur der Neuen Vorarlberger Tageszeitung Wortführer des zivilgesellschaftlichen Widerstands gegen die separatistische (partiell rassistische) Initiative Pro Vorarlberg, die von einem hohen Landesbeamten mit NS-Vergangenheit und dem Chefredakteur der Vorarlberger Nachrichten initiiert wurde. Von 1992 bis 2007 moderierte er die alljährlichen Zeitzeugen-Veranstaltungen im Wiener Volkstheater zum Jahrestag des November-Pogroms, bei der sich KZ-Überlebende an den Nazi-Terror und an die vielfachen Wunder ihres Überlebens erinnerten. Erkenntnisse dieser Gespräche wertete er in dem 2000 erschienenen Buch „Die Ärzte der Nazis“ aus.
1993 war er Mitveranstalter des Lichtermeeres der 250.000 für Solidarität, gegen Rassismus und Ausgrenzung, als Antwort auf das von der FPÖ initiierte Anti-Ausländer-Volksbegehren. 1995 war er Veranstalter einer Gedenkausstellung in Guntramsdorf zum Jahrestag der Befreiung von Auschwitz. Als Mitinitiator und Sprecher der Initiative Stimmen gegen Rassismus war er 1995 während des Europa-Wahlkampfes tätig, an der sich neben Organisationen wie dem Auschwitz- und Mauthausen-Komitee, dem KZ-Verband, Menschenrechts-Bewegungen wie SOS Mitmensch oder der Liga für Menschenrechte zahlreiche Prominente aus Kultur und Wissenschaft beteiligten. Zudem war er 1997 aktiver Unterstützer des Frauenvolksbegehrens und Sprecher der Plattform Männer unterstützen das Frauenvolksbegehren.
Im Jahr 2000 war er Initiator zweier Strafanzeigen gegen Jörg Haider und Justizminister Dieter Böhmdorfer (Verharmlosung bzw. Glorifizierung der Waffen-SS) sowie gegen Verteidigungsminister Herbert Scheibner und Wiens FPÖ-Obmann Hilmar Kabas (Nazi-Parolen im Wiener Wahlkampf) nach dem Wiederbetätigungsgesetz, die durch eine Plattform aus KZ-Verband, den Lagergemeinschaften Auschwitz, Mauthausen und Ravensbrück, der IG Autorinnen Autoren, der Liga für Menschenrechte, SOS Mitmensch, der Demokratischen Offensive, der Aktion Welser gegen Faschismus und Vertretern des österreichischen Kultur- und Geisteslebens im Rahmen einer Pressekonferenz öffentlich gemacht wurde.
Als Moderator und Diskutant einer Veranstaltungsserie im Empfangsraum des Wiener Volkstheaters zum Thema Rassismus, Frauenfeindlichkeit und Rechtsextremismus im FPÖ-Wahlkampf und einer Diskussionsveranstaltung im KosmosTheater zum Thema Frauenbild der FPÖ (unter anderen mit Frauenministerin Gabriele Heinisch-Hosek und Freda Meissner-Blau) war er 2013 beteiligt.
Daneben trat er als Organisator und Mitwirkender an zahlreichen Gedenkveranstaltungen für die Opfer des Nazi-Terrors, an politischen Aktionen, Ausstellungen, Vortrags- und Diskussionsveranstaltungen auf, wirkte als Redner bei Demonstrationen für Menschenrechte bzw. gegen Rassismus, unter anderem mit einer Trauerrede beim ökumenischen Gedenk- und Trauergottesdienst für Marcus Omofuma 1999, als Redner bei den Kundgebungen gegen den WKR-Ball 2012 auf dem Heldenplatz und vor der Universität und bei einem Auftritt bei dem von der SPÖ veranstalteten Kulturpolitischen Aschermittwoch 2014. Er war Redner bei den alljährlichen Antifa-Demonstrationen zu Hitlers Geburtstag in Braunau, mit denen die früheren braunen Gedenkveranstaltungen verdrängt wurden, und führte eine regelmäßige Vortragstätigkeit zu Themenbereichen wie journalistische Ethik, Außenpolitik, Zeitgeschichte, Rechtsextremismus und Neonazismus, Menschen- und Frauenrechte.

### Lehrtätigkeit
1998 bis 2004 lehrte er als Dozent an der Europäischen Journalismus Akademie in Wien (Maximilian Gottschlich), einem postgradualen dreisemestrigen Masterprogramm für journalistisch engagierte junge Akademiker aus ganz Europa. 2003 bis 2005 war er Dozent am Pädagogischen Institut (PI) der Gemeinde Wien zum Thema Medienkompetenz für Lehrer an Wiens allgemeinbildenden höheren Schulen und von 1998 bis 2008 Leiter der Lehrredaktion von NEWS, einem jeweils dreiwöchigen Orientierungs- und Ausbildungskurs für junge Journalisten aus ganz Österreich. Er hielt zahlreiche Vorträge an Universitäten.

### Kulturelles Engagement
1991 wurde ein mit Peter Turrini geführtes und im „Kurier“ veröffentlichtes Interview zur Eröffnung des Friaulischen Theaterfestivals als kurzer Einakter aufgeführt. 1996 folgten Rechte Geschichte(n), Benefizlesungen gemeinsam mit Peter Turrini für das Integrationshaus von Dr. Kurt Ostbahn (Willi Resetarits) im Wiener Rabenhof: Texte zur Entstehung von Vorurteilen, Ausgrenzung, Gewalt und des alltäglichen Faschismus. Als Autor und Mitwirkender nahm er an politisch-satirischen Kabarettprogrammen teil – 1983 bis 1985 als Ensemblemitglied und Autor des Bonner Kabaretts Bonnoptikum. 2012 bis 2013 führte er Recherche und Textregie für Wir und Wien, einer Video-Dokumentation von Zeitzeugen der Nachkriegsgeschichte für die Fernsehfilmproduktion Scheiderbauer im Auftrag der Gemeinde Wien.

## Auszeichnungen
- 1993: Bruno-Kreisky-Preis für das politische Buch (Hauptpreis) für Haiders Kampf[2]
- 1996: Anerkennungspreis des KZ-Verbandes
- 2014: Berufstitel Professor
- 2017: Bruno-Kreisky-Preis für das politische Buch, Sonderpreis für Stille Machtergreifung. Hofer, Strache und die Burschenschaften[3]

## Schriften (Auswahl)
- Europa ohne Sachertorte? Österreich und die EG. Verlag Styria, Graz u. a. 1989, ISBN 3-222-11892-2.
- Haiders Kampf. Ein trend-profil-Buch, 10. Auflage, Orac, Wien 1992, ISBN 3-7015-0285-4.
- Haiders Clan. Wie Gewalt entsteht. 3. Auflage, Orac, Wien 1995, ISBN 3-7015-0349-4.
- Mitautor Jagd auf Clinton – Warnsignal für unsere Demokratie. K & S, Wien 1998, ISBN 3-218-00660-0
- Die Ärzte der Nazis. Mit einem Vorwort von Teddy Kollek, Orac, Wien 2000, ISBN 3-7015-0429-6.
- mit Kurt Kuch: Haider. Schatten über Europa. (= KiWi. 603: Paperback). Kiepenheuer & Witsch, Köln 2000, ISBN 3-462-02963-0.
- (Hrsg.): Haider. Österreich und die rechte Versuchung. (= Rororo. 22933: rororo-aktuell). Rowohlt-Taschenbuch-Verlag, Reinbek bei Hamburg 2000, ISBN 3-499-22933-1.
- Rückwärts nach rechts. Europas Populisten. Ueberreuther, Wien 2002, ISBN 3-8000-3923-0.
- Strache. Im braunen Sumpf. Kremayr & Scheriau, Wien 2012, ISBN 978-3-218-00844-0. (auch als Hörbuch, gelesen von Alfons Haider, Mono, Wien 2013, ISBN 978-3-902727-18-3.)
- Stille Machtergreifung. Hofer, Strache und die Burschenschaften. Kremayr & Scheriau, Wien 2017, ISBN 978-3-218-01084-9.